# Franz Maria Feldhaus

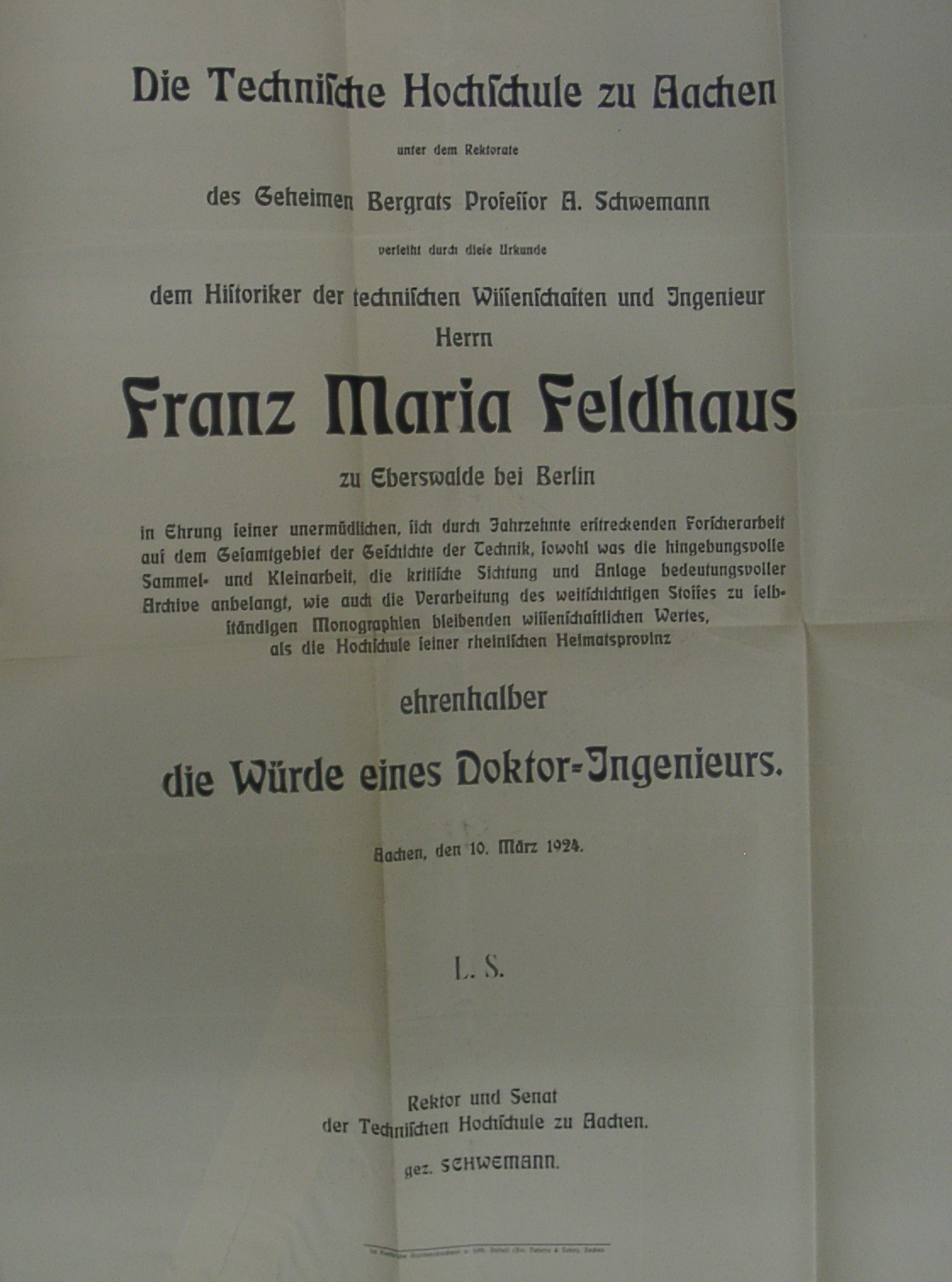
Doctorat honorifique remis en 1924 à Franz Maria Feldhaus par la RWTH Aachen.

Franz Maria Feldhaus était un ingénieur, historien des technologies et vulgarisateur scientifique allemand,, né le 26 avril 1874 à Neuss et mort le 22 mai 1957 à Wilhelmshaven.
Vers la fin des années 1950, il est « le mieux connu et le plus prolifique des auteurs allemands sur l'histoire de la technologie ».

## Publications
- (de) Lexikon der Erfindungen und Entdeckungen, 1904
- (en) The History of Technical Drawing, 1960-1963
- (de) Lexikon der Erfindungen und Entdeckungen: Auf den Gebieten der Naturwissenschaften und Technik, 1904
- (de) Feldhaus' Buch der Erfindungen. Unterhaltende Belehrungen aus der Geschichte der Technik, Oestergaard, Berlin, 1907.
- (de) Ruhmesblätter der technik von den urerfindungen bis zur gegenwart, 1910
- (de) Die Technik der Vorzeit, der geschichtlichen Zeit und der Naturvölker. Ein Handbuch für Archäologen und Historiker, Museen und Sammler, Kunsthändler und Antiquare, Engelmann, Leipzig et Berlin, 1914. Réimpression en 1971.
- (de) Modernste Kriegswaffen --alte Erfindungen, 1915
- (de) Die Kinderschuhe der neuen Verkehrsmittel, Leipzig, 1927
- (de) Kulturgeschichte der Technik, vol. I et II, 1928. Réimpression en 1980.
- (de) Die Technik der Antike und des Mittelalters, Athenaion, Potsdam 1931. Réimpression en 1971.
- (de) Männer deutscher Tat, Steinhaus, Munich, wahrscheinlichm 1934.
- (de) Der Weg in die Technik. Ein Buch zum Schauen und Denken, Leipzig, 1935.
- (de) Geschichte des technischen Zeichnens, 1953. Seconde édition chez Wilhelmshaven, 1959.